# Gymnasium „Am Breiten Teich“
Das Gymnasium „Am Breiten Teich“ in Borna ist ein städtisches Gymnasium.

## Geschichte
Das Gymnasium wurde 1873 als Realschule II. Ordnung gegründet und ist heute ein städtisches Gymnasium. Das Schulgebäude wurde 1907–1908 erbaut, 1991–1998 saniert und 2012 erweitert, der ältere Bauteil steht unter Denkmalschutz.
Nach der Gründung im Jahr 1873 hatte die Schule im ersten Schuljahr 1874 vier Klassen, die in verschiedenen Räumen in der Stadt untergebracht waren. So lernte eine Klasse beispielsweise im Ratskeller des Rathauses. Das erste Schulgebäude wurde bis 1876 am Dinterplatz (heutige Dinterschule) errichtet.
Da die Schule kontinuierlich wuchs, mussten bereits wenige Jahre später wieder Klassen außerhalb des Schulgebäudes unterrichtet werden. Daraufhin wurde bereits 13 Jahre nach der Eröffnung ein neues Schulgebäude errichtet. Dieses Gebäude in der Königsstraße ist heute eine Außenstelle des Beruflichen Schulzentrums Markkleeberg.
Nachdem die Schule 1906 in staatliche Verwaltung überführt wurde, bezog sie am 15. Januar 1908 das neu gebaute, noch heute genutzte Schulgebäude. Die Schule wurde zu dieser Zeit als Realgymnasium geführt.
Während des Zweiten Weltkrieges diente die Schule als Zuflucht für Flüchtlinge und als Reserve-Lazarett.
Danach wurde sie ab 1948 als Oberschule Borna, 1961 als Erweiterte Oberschule Borna und dann ab 1965 bis zur Wende als Erweiterte Oberschule „Wilhelm Pieck“ geführt.

## Jüngste Entwicklung

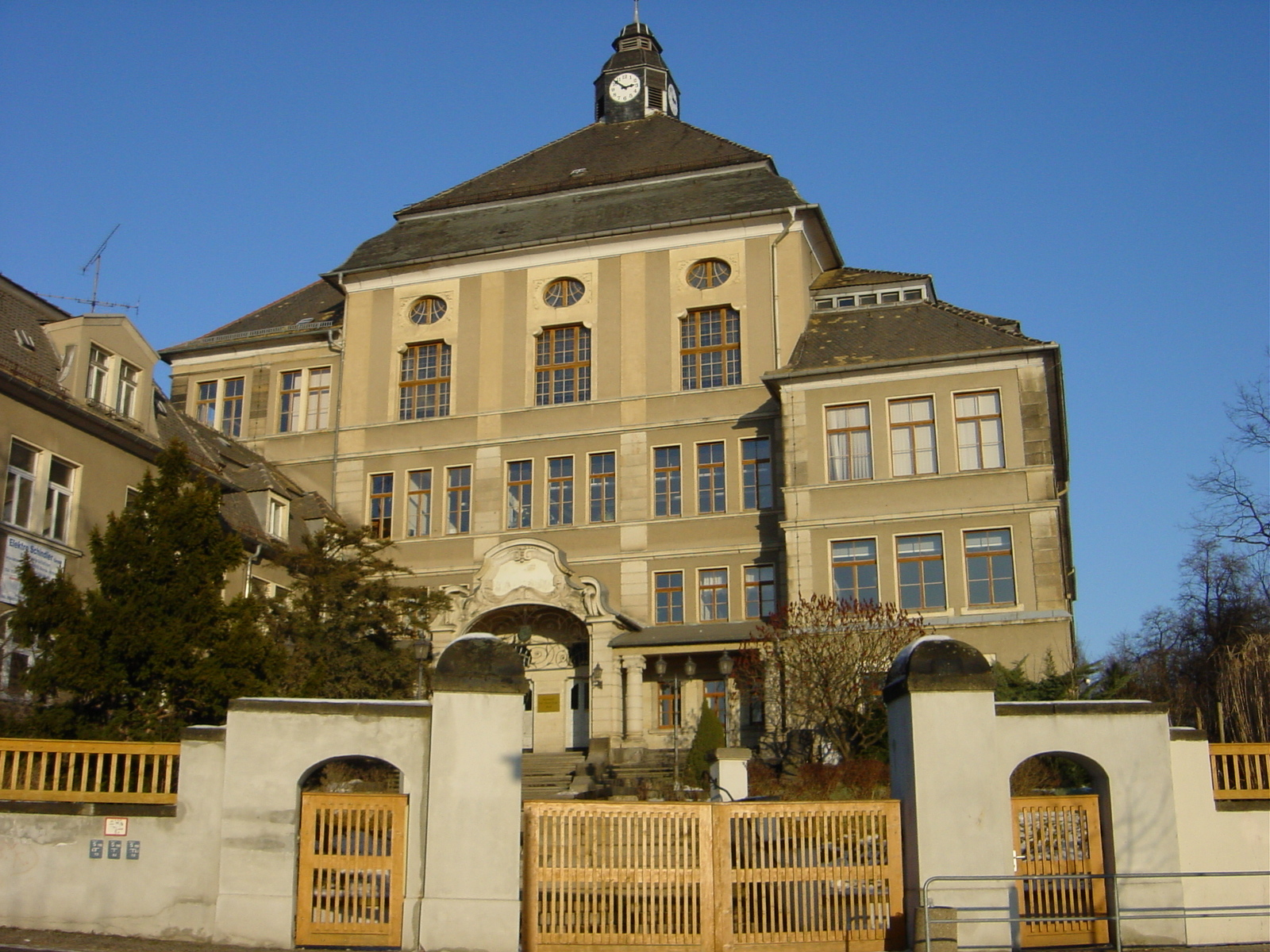
Das Gymnasium vor der Sanierung

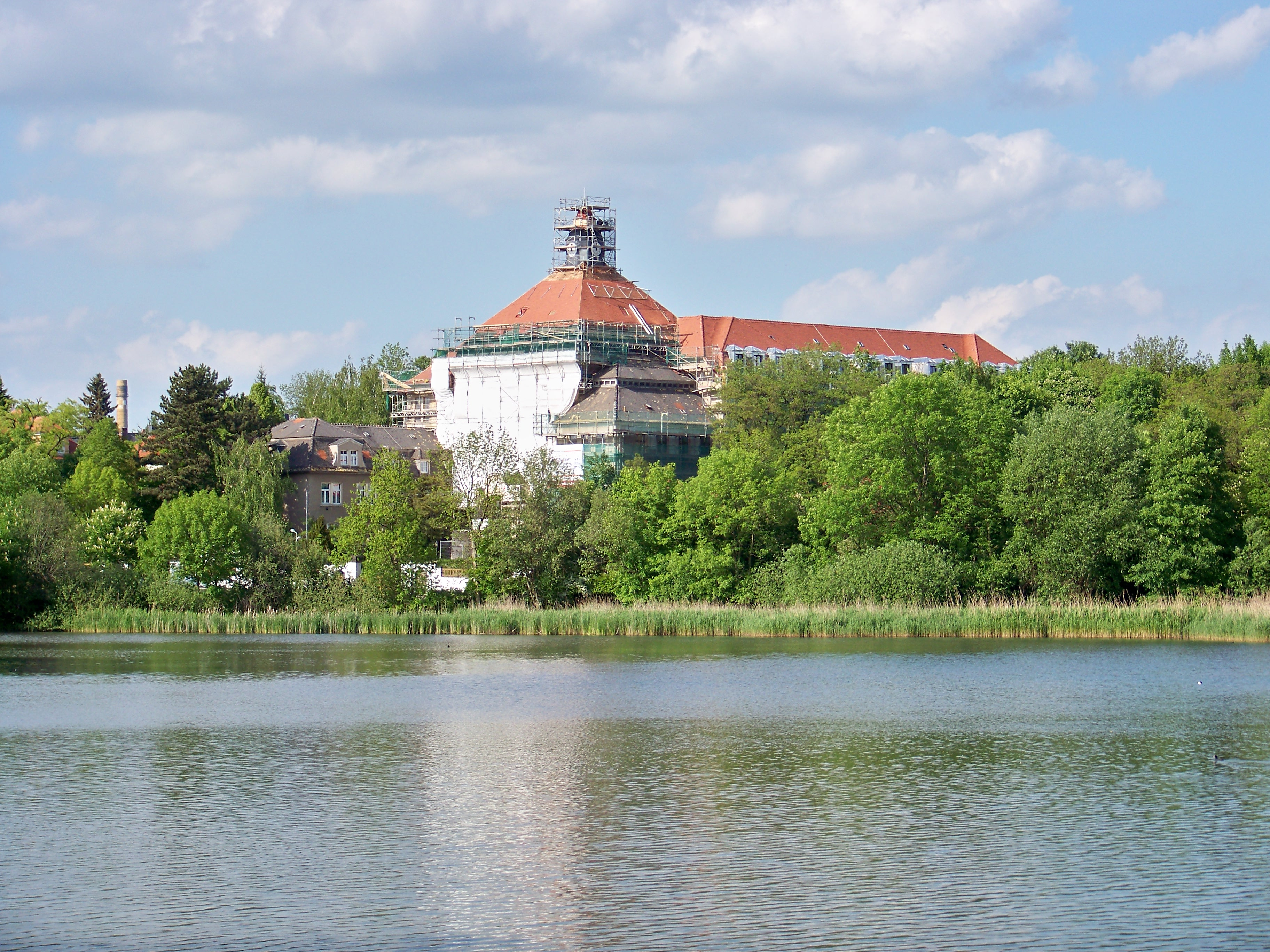
Das Gymnasium nach der Sanierung des Dachgeschosses

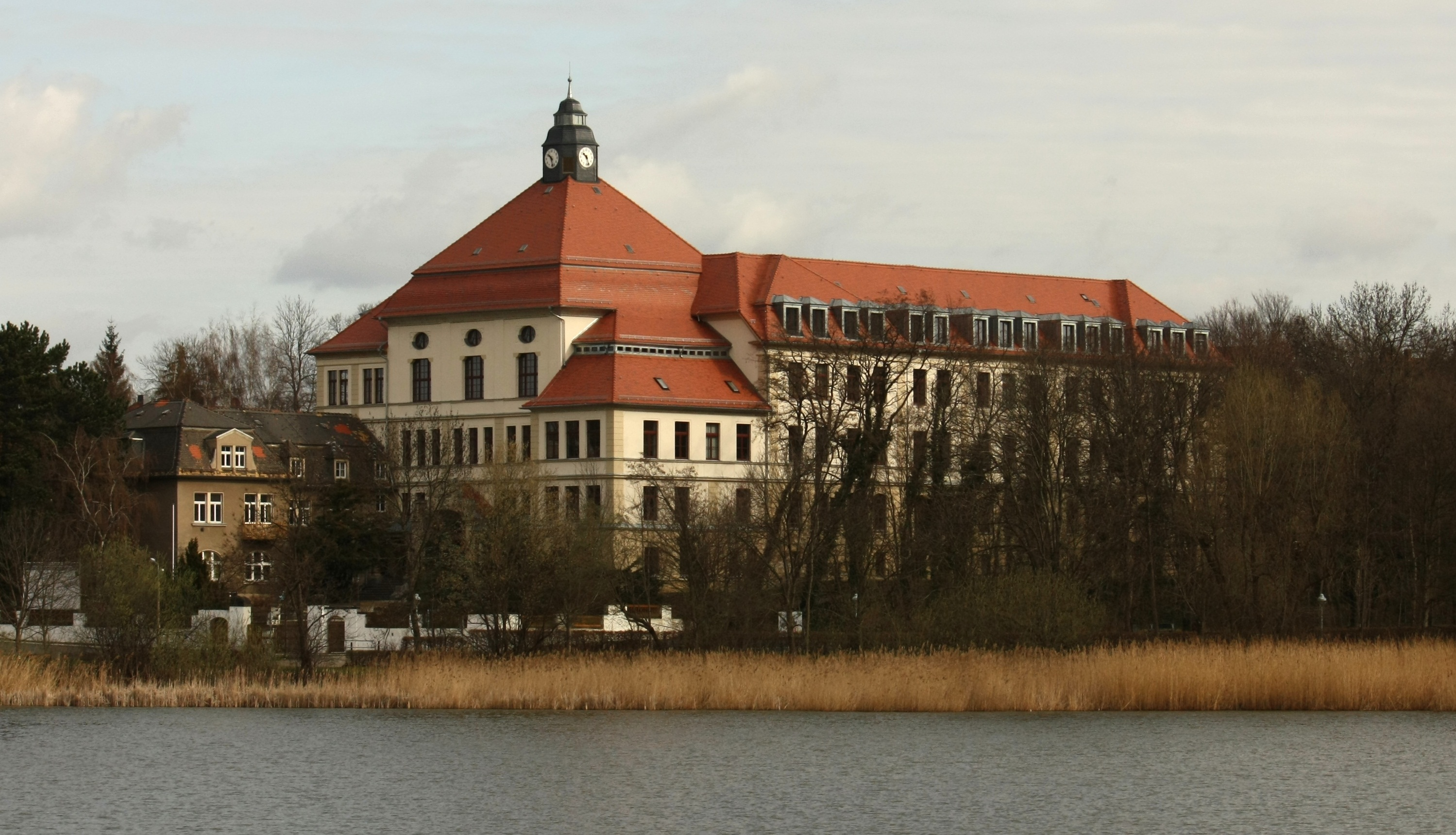
Das Gymnasium nach Sanierung des Hauptgebäudes

Im November 1992 erhielt die Schule ihre heutige Bezeichnung Gymnasium „Am Breiten Teich“. Von 1991 bis 1998 wurde das Gebäude für 3 Millionen DM von innen komplett saniert. Da die Schule im Jahr 2006 mit dem zweiten Bornaer Gymnasium, dem Pestalozzi-Gymnasium, zusammengelegt wurde, war ein Ausbau des Seitengebäudes und des kompletten Kellergeschosses nötig. In diesem Zuge wurden die Fassade und das Dach saniert. Am 10. August 2009 erfolgte die offizielle Übergabe des ausgebauten Dachgeschosses, in dem sich sechs Klassenzimmer und ein großer Beratungsraum für die Lehrer befinden, durch die Oberbürgermeisterin der Stadt Borna. Direkt am Schulgebäude befindet sich eine Turnhalle, die seit dem 9. Januar 2012 als Mensa genutzt wird. Direkt neben dem Schulgebäude wurde ein neuer Flügel mit neuen Fachkabinetten und Klassenzimmern errichtet und am 5. September 2012 in Betrieb genommen. Zwischen diesem und der Mensa gibt es einen Verbindungsgang. Es wurde auch ein neuer Schulhof angelegt. Des Weiteren wurde ein Fahrstuhl an das bestehende Gebäude angebaut.

## Architektur und Gebäude
Das Schulgebäude wurde nach Plänen des Architekten Wiliam Kempe aus Bautzen, einem ehemaligen Schüler der Schule, durch Stadtbaumeister Hofman erbaut. Das Haus war damals mit gelbem Terranovaputz verkleidet und hatte ein mit roten Ziegeln eingedecktes Dach. Die Farbgebung wurde im Zuge der Sanierung wieder hergestellt. Die Architektur weist Stilmerkmale des Neobarocks auf, ist aber insgesamt eher schlicht im Sinne des zeitgenössischen Reformstils. Im Bauschmuck finden sich auch Formen, die deutlich vom Jugendstil beeinflusst sind.
Die Schule besitzt eine Aula mit einer Orgel. Im Treppenhaus befindet sich eine Gedenktafel für die im Ersten Weltkrieg gefallenen Schüler.
Ein häufig wiederkehrendes Motiv im Bauschmuck des Gebäudes ist die Eule, die als Symbolfigur für Weisheit des Denkens und Handelns steht. Die Eule findet sich auch im heutigen Logo der Schule wieder.

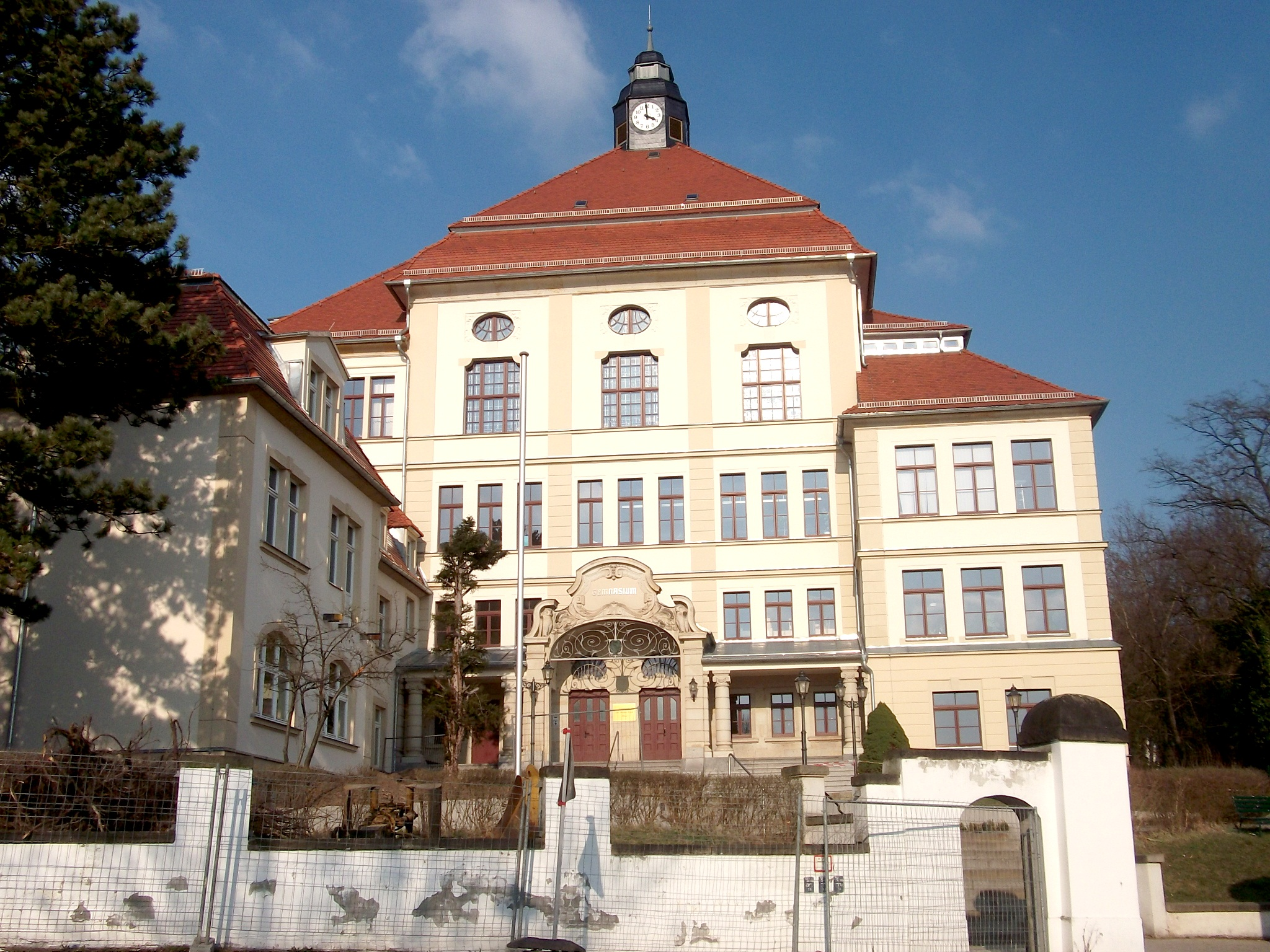
Gymnasium nach der Sanierung des Flügels 2011
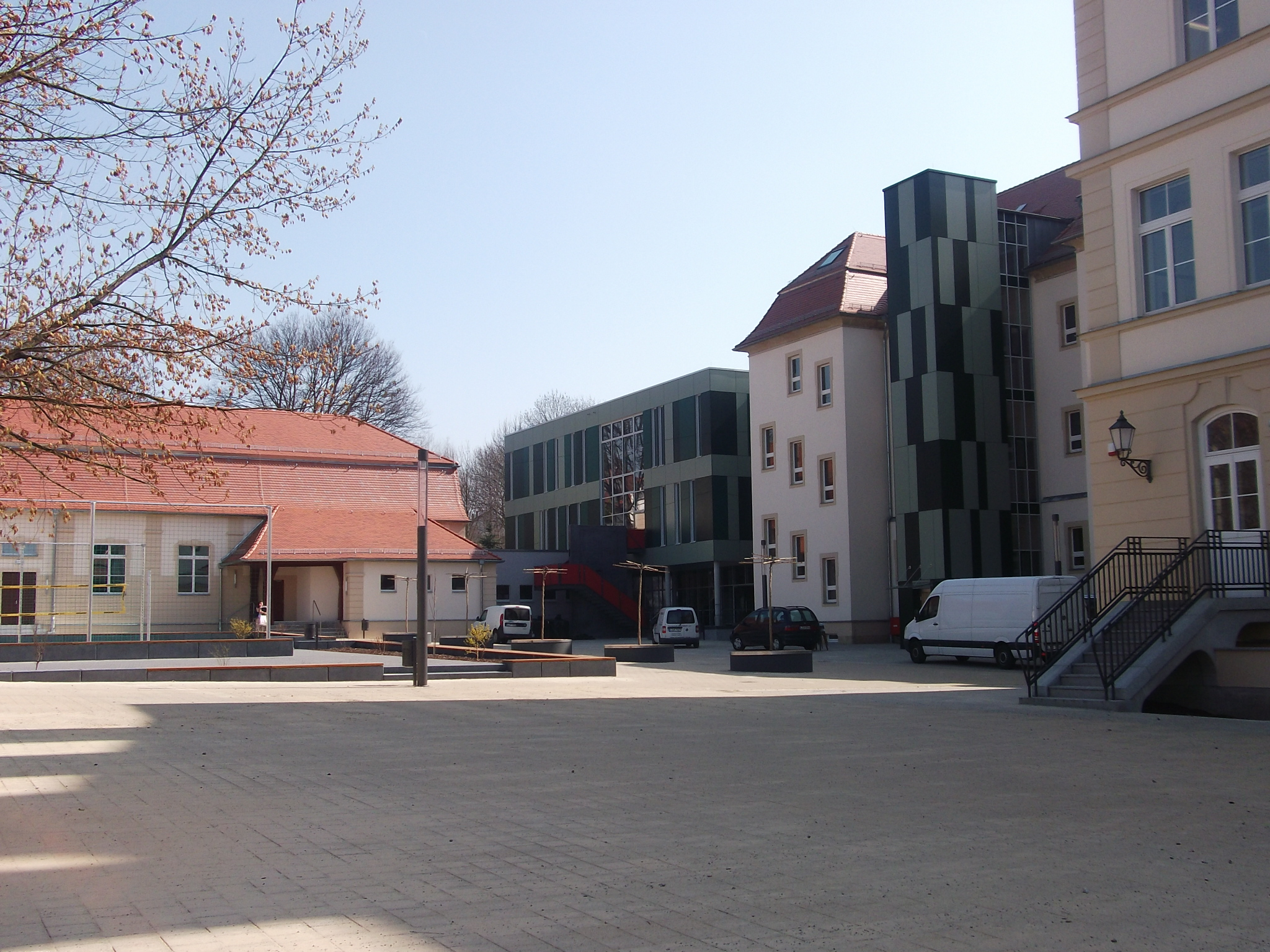
Schulhof, im Hintergrund der neue Gebäudeflügel, Fahrstuhl, Mensa und Verbindungsgang
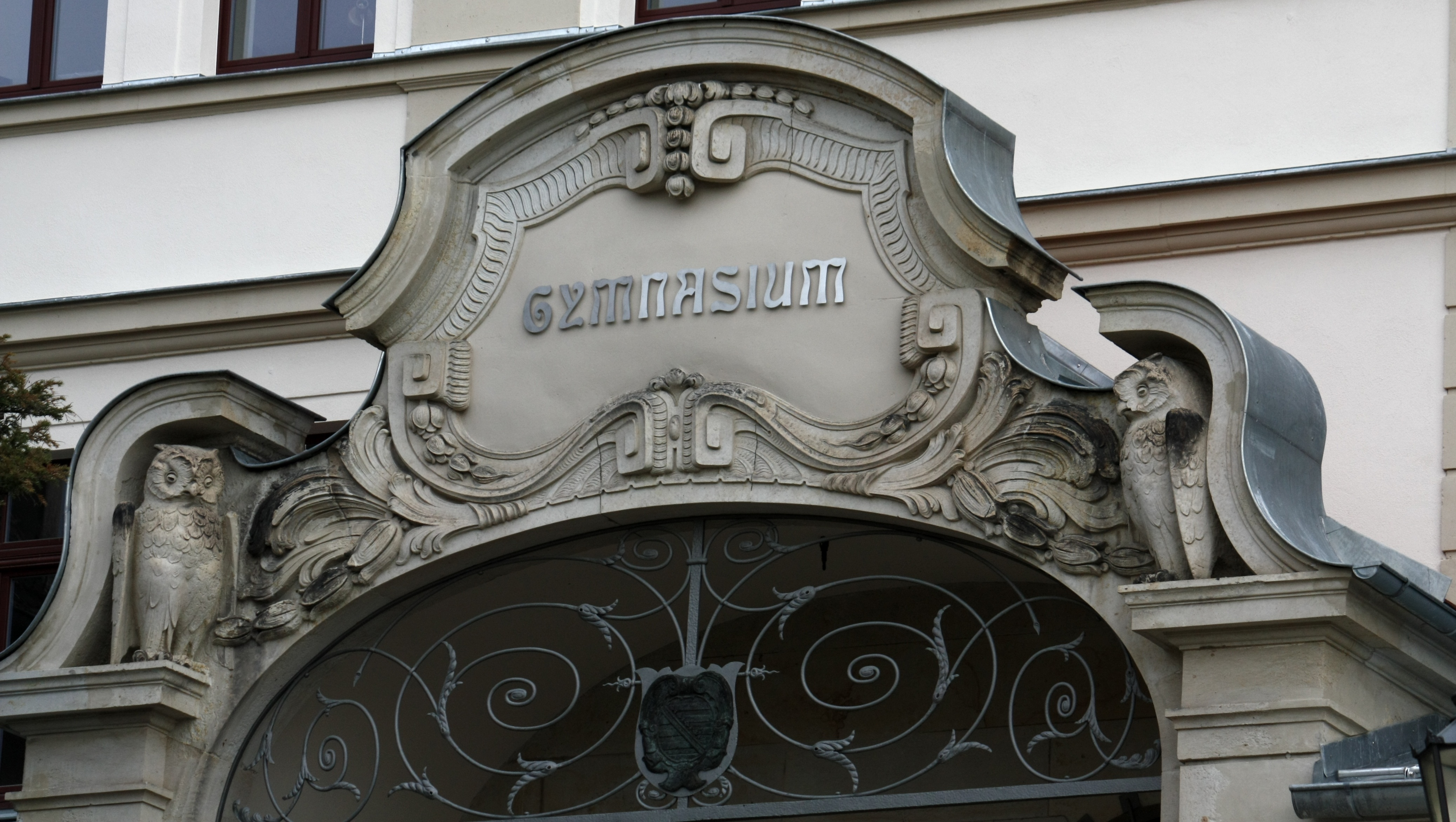
Eingangsportal mit Eulen als Symbol der Weisheit
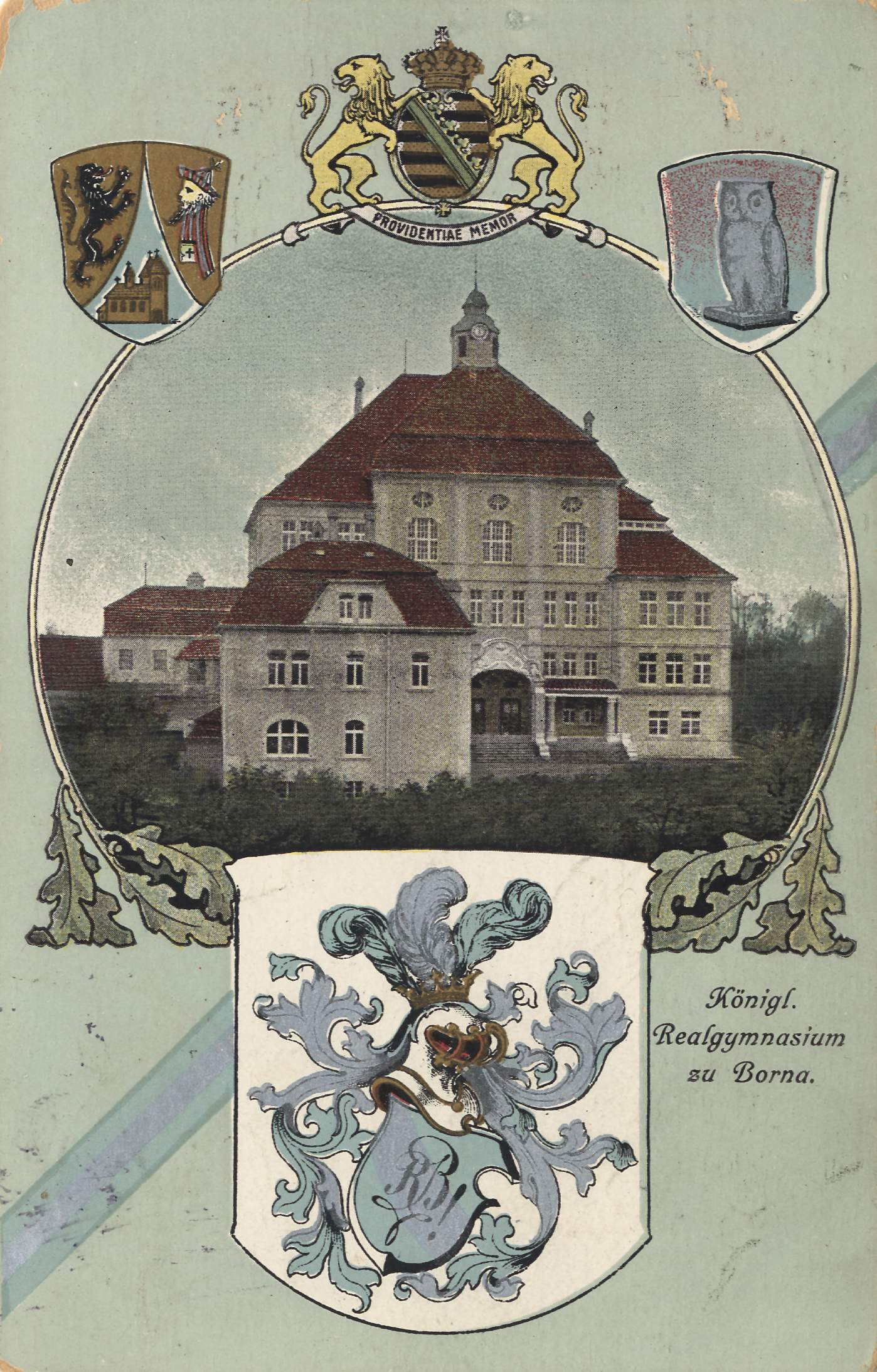
Königliches Realgymnasium Borna (Ansichtskarte von 1913)
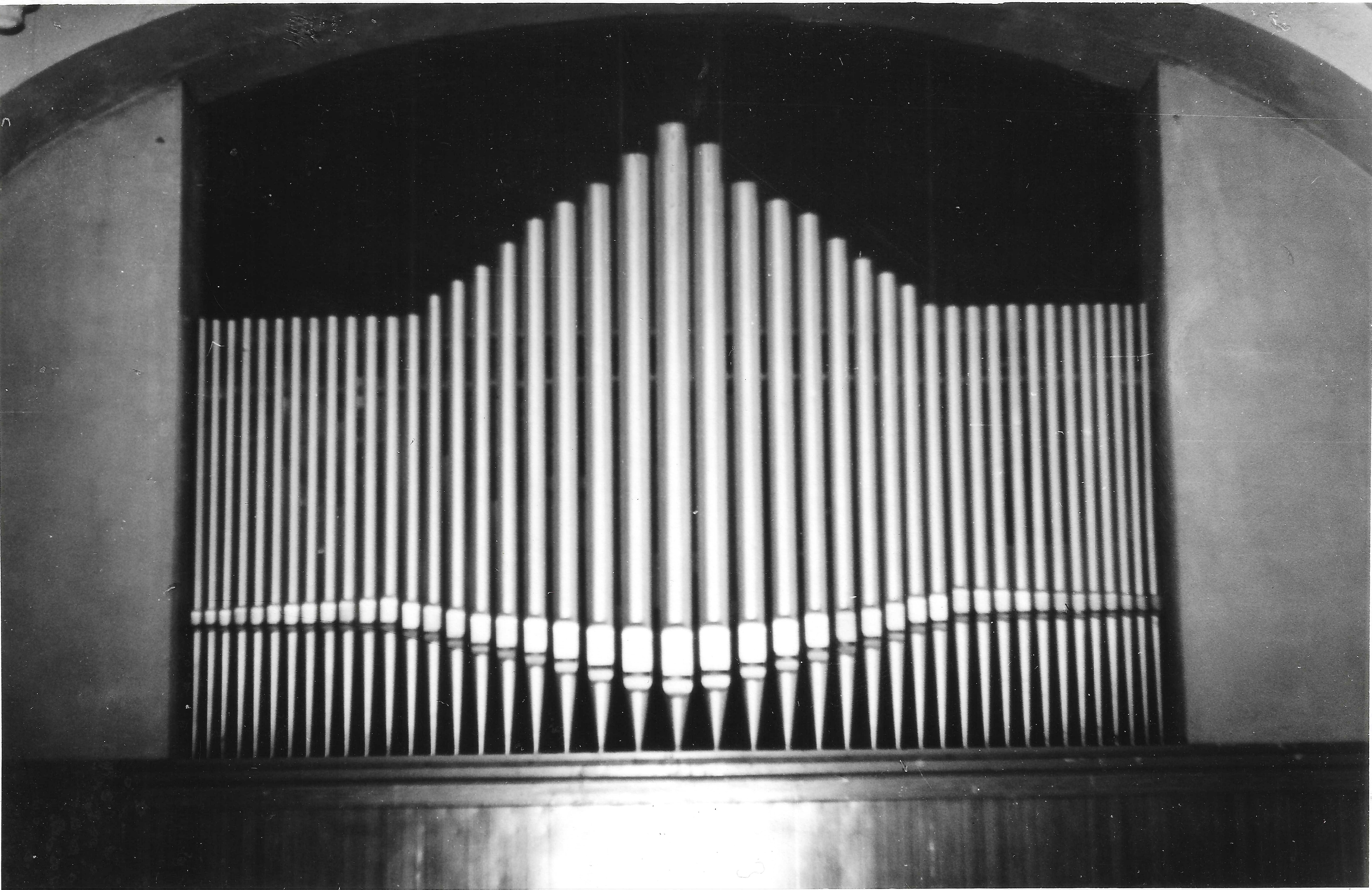
Orgel in der Aula (um 1970)

## Ehemalige Schüler
- Katharina Landgraf (* 1954), Politikerin, Mitglied des Deutschen Bundestages a. D.
- Henry Graichen (* 1976), Politiker, Landrat Landkreis Leipzig
- Oliver Urban (* 1967), Rechtsanwalt und Oberbürgermeister Borna
- Jan Riedel (* 1982), Politiker, Bildungsminister von Sachsen-Anhalt
- Janik Mäder (* 1996), Fußballer

## Sonstiges
Das Gymnasium „Am Breiten Teich“ und die University School of Milwaukee sind seit April 2011 über das German American Partnership Program (GAPP) des Pädagogischen Austauschdienstes als Partnerschulen verbunden.
Die Schule nimmt am Programm Lions-Quest (Klasse 5) teil. Außerdem findet jährlich eine musikalische Veranstaltung namens „Audite Nova“ und eine sportliche Veranstaltung namens Teichspiele statt. Besonders ist, dass die Unterrichtsstunden 90 Minuten andauern (Blockunterricht). Es werden Englisch, Französisch bzw. Russisch oder Spanisch als Pflichtsprachen und Latein unterrichtet. Als Profile können
- das naturwissenschaftliche Profil
- das künstlerische Profil
- das gesellschaftliche Profil
- das sprachliche Profil ausgewählt werden[6]

## Orgel in der Aula
Die Orgel in der Aula des Gymnasiums „Am Breiten Teich“ Borna ist ein historisches Instrument, das 1865 von Richard Kreutzbach gebaut und 1935 in das Gymnasium integriert wurde. Sie stellt ein bedeutendes Beispiel sächsischer Orgelbaukunst dar und kombiniert Elemente aus der Romantik mit technischen Erweiterungen aus dem frühen 20. Jahrhundert. Im Laufe ihrer Geschichte wurde sie mehrfach restauriert und modernisiert.

### Herkunft
Die Orgel wurde 1865 vom renommierten Orgelbauer Richard Kreutzbach für das Lehrerseminar der Stadt Borna gefertigt. Nachdem das Seminar umstrukturiert wurde, entschied man sich, eine der dort vorhandenen Übungsorgeln in das Gymnasium zu überführen. Die Umsetzung erfolgte mit Unterstützung dem Orgelbauer Alfred Schmeisser aus Rochlitz, der das Instrument modernisierte und an die neuen räumlichen und akustischen Gegebenheiten anpasste.

### Historischer Werdegang
Die Orgel wurde am 15. März 1935 feierlich eingeweiht. Während des Zweiten Weltkriegs geriet sie in Vergessenheit, da die Schule zeitweise als Lazarett genutzt wurde. Nach Kriegsende blieb sie über Jahrzehnte ungenutzt, da die Schule andere Prioritäten hatte und sie teilweise mit der NS-Propaganda assoziiert wurde.
Erste Maßnahmen zur Wiederherstellung der Spielbarkeit erfolgten 2002 durch die Orgelbaufirma Bochmann. 2011 wurde eine umfassende Restaurierung durchgeführt, bei der insbesondere der Spieltisch, die Intonation der Pfeifen sowie die Windversorgung erneuert wurden. Seit 2023 übernimmt der Mitteldeutsche Orgelbau A. Voigt die Wartung.

#### Heutige Nutzung
Zu verschiedenen Schulveranstaltungen wird die Orgel ab und zu noch eingesetzt, doch das passiert eher selten. Da es an ausgebildeten Organisten mangelt. Dennoch bleibt sie ein wichtiges kulturelles und historisches Erbe des Gymnasiums. Regelmäßige Wartungen sichern ihren Erhalt, und es gibt Bestrebungen, sie wieder verstärkt in musikalische Veranstaltungen einzubinden.

### Aufbau
Die Orgel ist ein pneumatisch gesteuertes Instrument mit mechanischer Tontraktur. Sie verfügt über zwei Manuale und ein Pedalwerk mit insgesamt 1142 Pfeifen.

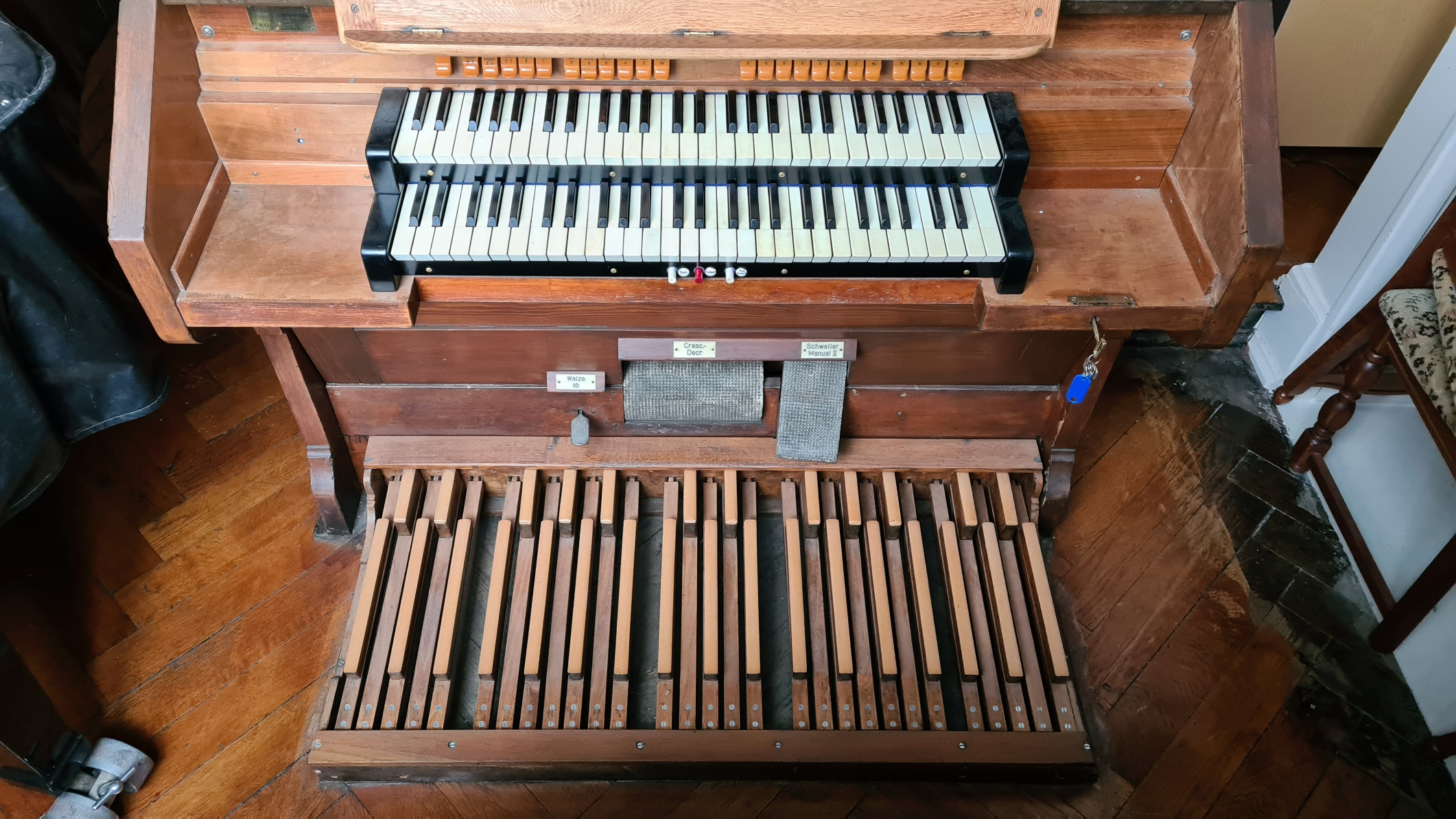
Spieltisch der Orgel

Die Disposition gliedert sich folgendermaßen:
| I Manual     |        |
| Principal    | 8′     |
| Gambe        | 8′     |
| Rohrflöte    | 08′    |
| Oktave       | 04′    |
| Oktavflöte   | 04′    |
| Mixtur 3fach | 011/9' |

| II Manual (Schwellwerk) |                         |
| Geigen Prinzipal        | 8′                      |
| Flöte                   | 8′                      |
| Gedackt                 | 8′                      |
| Fugara                  | 4′                      |
| Nachthorn               | 4′                      |
| Waldflöte               | 22/3'                   |
| Blockflöte              | 2′                      |
| Scharf                  | 13/5'; 11/3'; 11/7'; 1´ |

| Pedal         |     |
| Subbass       | 16′ |
| Zartbass      | 16′ |
| Prinzipalbass | 8′  |
| Choralbass    | 4′  |
| Bacat.        |     |

| Spielhilfen          |        |
| Pedalkoppeln         | I      |
| Pedalkoppeln         | II     |
| Manualkoppel         | II : I |
| Oberoktavkoppel      | II : I |
| Unteroktavkoppel     | II : I |
| Tutti                |        |
| Freie Vorbereitung   |        |
| Ausschalter zu 6 & 7 |        |
| Rollschweller        |        |
| Jalousieschweller    |        |

### Funktionsweise
Die Orgel arbeitet mit einer mechanischen Tontraktur, die eine direkte Verbindung zwischen Taste und Pfeife herstellt.
Die pneumatische Registratur erleichtert den Wechsel zwischen verschiedenen Klangfarben und reduziert den Kraftaufwand für den Organisten.
Die Windversorgung erfolgt über einen Magazinbalg, der elektrisch betrieben wird. Windkanäle und Windladen sorgen für eine gleichmäßige Luftzufuhr zu den Pfeifen.